# The Right to Be Happy
The Right to Be Happy è un film muto del 1916 diretto da Rupert Julian.
È una delle prime versioni del romanzo Canto di Natale di Charles Dickens, che fin dagli albori del cinema conobbe numerosi adattamenti cinematografici. L'unico vero e proprio lungometraggio prodotto dal cinema muto sul soggetto è perduto.
Protagonista del film è lo stesso regista: l'attore neozelandese Rupert Julian. È da notare come il personaggio del piccolo Tiny Tim stia acquistando sullo schermo sempre maggiore rilevanza. Per la prima volta il ruolo è qui accreditato e affidato a un noto attore bambino americano del tempo, Frankie Lee.

## Trama
L'avaro e gretto Ebenezer Scrooge, alla vigilia di Natale, non vuole fare la carità, né è intenerito dalla visita di un nipote. Tornato a casa, Scrooge vede il fantasma del suo ex socio che lo mette in guardia. La notte, verrà poi visitato da tre spiriti: lo spirito del Natale passato, lo spirito del Natale presente e lo spirito del futuro che lo attende se non cambia atteggiamento verso gli altri.

## Produzione
Il film fu prodotto negli Stati Uniti dalla Universal Film Manufacturing Company.

## Distribuzione
Il film uscì nelle sale cinematografiche statunitensi il 21 dicembre 1916, distribuito dalla Universal Film Manufacturing Company. Conosciuto in Gran Bretagna come Scrooge the Skinflint.